# Roberto Hernández (calciatore)
Roberto Carlos Hernández Rodríguez, noto semplicemente come Roberto Hernández (Montevideo, 20 marzo 1994), è un calciatore uruguaiano, difensore del Tacuarembó.

## Caratteristiche tecniche
È un difensore centrale.

## Carriera
Cresciuto nel settore giovanile del Miramar Misiones, ha esordito in prima squadra l'11 ottobre 2014 disputando l'incontro di Segunda División Profesional pareggiato 1-1 contro il Progreso.